# Hieronymus Sillem (Kaufmann)

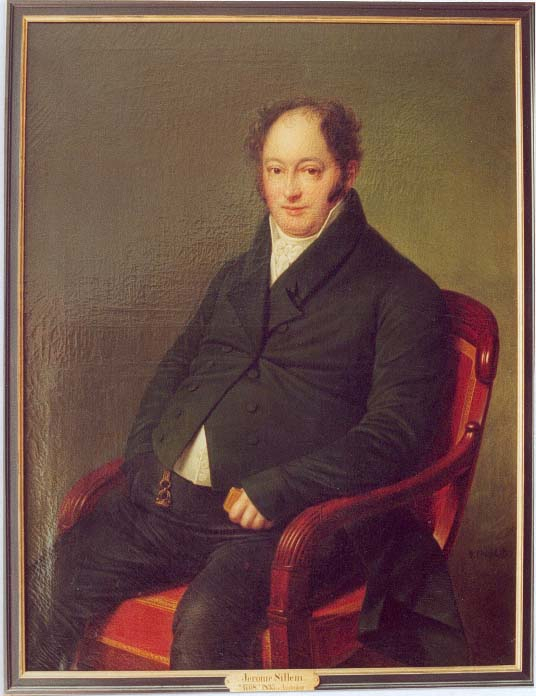
Hieronymus Sillem

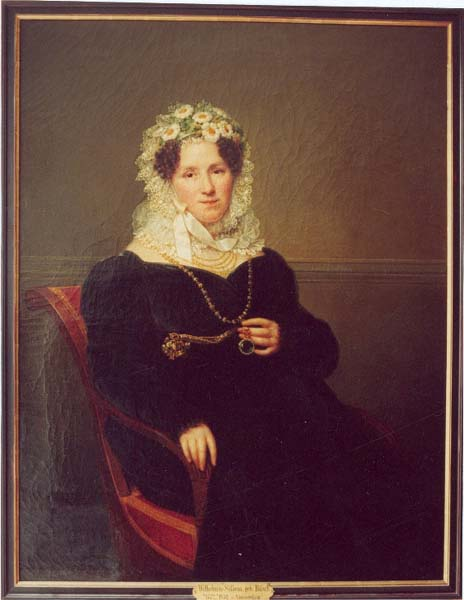
Wilhelmine Sillem-Buesch

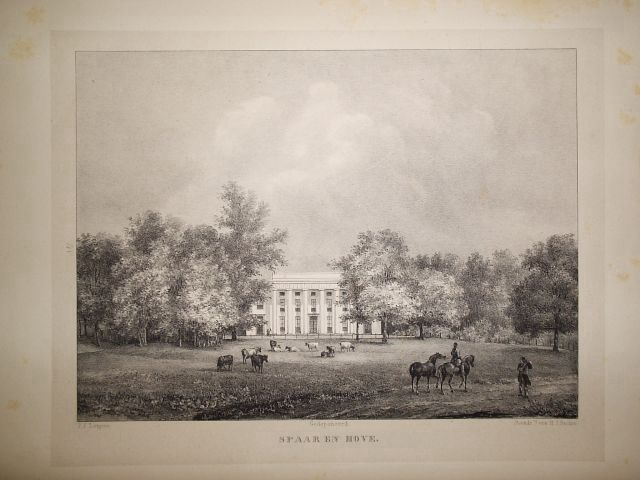
Sparenhove

Jerôme oder  Hieronymus Sillem (* 27. Juli 1768 in Hamburg; † 19. April 1833 in Amsterdam) war ein Hamburger Kaufmann, der das niederländische Patriziergeschlecht Sillem begründete.

## Leben und Wirken
Seine Eltern waren Garlieb Helwig Sillem (* 29. August 1728 in Hamburg; † 10. Juli 1801 in Wellingsbüttel) und Louise-Marie, geb. Matthiessen (* 23. März 1749 in Hamburg; † 13. Januar 1826; ⚭ 1765 in Hamburg), eine Tochter von Hieronymus Matthiessen. Der Hamburger Ratsherr Joachim Sillem (1691–1737) war sein Großvater. Sein Bruder Johann Sillem (1777–1845) wurde 1822 Direktor der Hamburger Stadtpost.
Infolge Erkrankung seines Vaters und der vielen Reisen seines Onkels Conrad Johann Matthiessen übernahm er schon mit 19 Jahren die Leitung des väterlichen Geschäfts und knüpfte Verbindungen mit Hope & Co. in Amsterdam. Diese hatten nach Jean-Charles Pichegrus Einmarsch in Holland ihre Warenbestände aus den Kolonien nach Hamburg verkauft.
Im Mai 1795 heiratete er Wilhelmine Büsch (* 27. August 1772 in Hamburg; † 21. November 1852 in Amsterdam), eine Tochter von Johann Georg Büsch. Zu ihren Kindern zählte Nadeshda Amalie (6. März 1813 in St. Petersburg; † 18. August 1899; ⚭ 1.: 1834 Auguste Alfred Odier (1802–1870), der Sohn von Antoine Odier, ⚭ 2. 1873 den Pariser Maler Achille Benouville), Wilhelmine (1798–1873) und Wilhelm (1804–1885).
1803 traf er in Hamburg Henrich Steffens.
Nach der Einverleibung Hamburgs ins französische Kaiserreich und der Kontinentalsperre siedelte er 1812 mit seiner Familie nach Sankt Petersburg über, wo er Hope vertrat.
Nach Beendigung der französischen Kriege wurde ihm von den Londoner Barings, den Hauptgesellschaftern Hopes, der Eintritt in das Haus Hopes angeboten. 1815 zog er mit seiner Familie nach Amsterdam und übernahm bald die Leitung von Hopes. Seinem Hamburger Haus stand in dieser Zeit Christian Daniel Benecke vor.
Zusammen mit Barings in London und Jean-Conrad Hottinguer (siehe auch Hottinger & Compagnie) in Paris beteiligte er sich an Staatsanleihen.
Seinen repräsentativen Aufgaben kam er auf seinem Landsitz Sparenhove bei Haarlem nach.
Nach Alexander Baring, dem späteren und ersten Lord Ashburton, soll er Vorsicht in der Ausführung mit Kühnheit des Entwurfs verbunden haben.

## Belege
1. ↑  Das Publikum der Physik: Lichtenbergs Hörer, S. 585
2. ↑   Archivlink (Memento des Originals vom 31. Oktober 2010 im Internet Archive)  Info: Der Archivlink wurde automatisch eingesetzt und noch nicht geprüft. Bitte prüfe Original- und Archivlink gemäß Anleitung und entferne dann diesen Hinweis.

| Personendaten    | Personendaten             |
| ---------------- | ------------------------- |
| NAME             | Sillem, Hieronymus        |
| ALTERNATIVNAMEN  | Sillem, Jerôme            |
| KURZBESCHREIBUNG | niederländischer Kaufmann |
| GEBURTSDATUM     | 27. Juli 1768             |
| GEBURTSORT       | Hamburg                   |
| STERBEDATUM      | 19. April 1833            |
| STERBEORT        | Amsterdam                 |